# Ganggrab im Tvedeskov

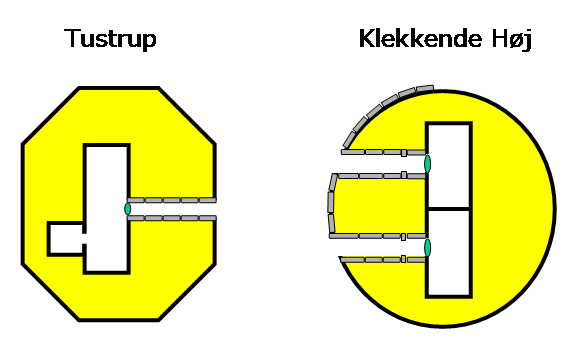
Doppelanlage am Beispiel Klekkende Høj rechts – der allerdings im Rundhügel liegt

Das Ganggrab im Tvedeskov (dänisch auch Bukkeskov genannt) bei Botofte, liegt im Norden der dänischen Insel Langeland. Es stammt aus der Jungsteinzeit etwa 3500–2800 v. Chr. und ist eine Megalithanlage der Trichterbecherkultur (TBK). Neolithische Monumente sind Ausdruck der Kultur und Ideologie neolithischer Gesellschaften. Ihre Entstehung und Funktion gelten als Kennzeichen der sozialen Entwicklung. Das Ganggrab (dänisch Jættestue)  ist eine Bauform jungsteinzeitlicher Megalithanlagen, die aus einer Kammer und einem baulich abgesetzten, lateralen Gang besteht. Diese Form ist primär in Dänemark, Deutschland und Skandinavien, sowie vereinzelt in Frankreich und den Niederlanden zu finden.

## Beschreibung
Das Ganggrab im Tvedeskov ist eine zusammengebaute Doppelanlage (dänisch: Dobbelt- oder Tvillingejættestue) in einem rechteckigen, NNO-SSW orientierten, etwa 17 mal 10 m großen Langhügel. Die meisten derartigen Anlagen liegen allerdings in Rundhügeln. An drei Seiten wurden die Randsteine der Hügeleinfassung des Großsteingrabes freigelegt.
Die Doppelkammer mit separaten Zugängen hat einen gemeinsamen Trennstein der Kammern. Diese seltene Form kommt ansonsten in Nordseeland und Nordjütland vor. Beide Kammern der Megalithanlage sind leicht oval, in der Mitte 2,0 m breit und 5,0 beziehungsweise 6,5 m lang, die Decksteine fehlen.

Tvedeskov
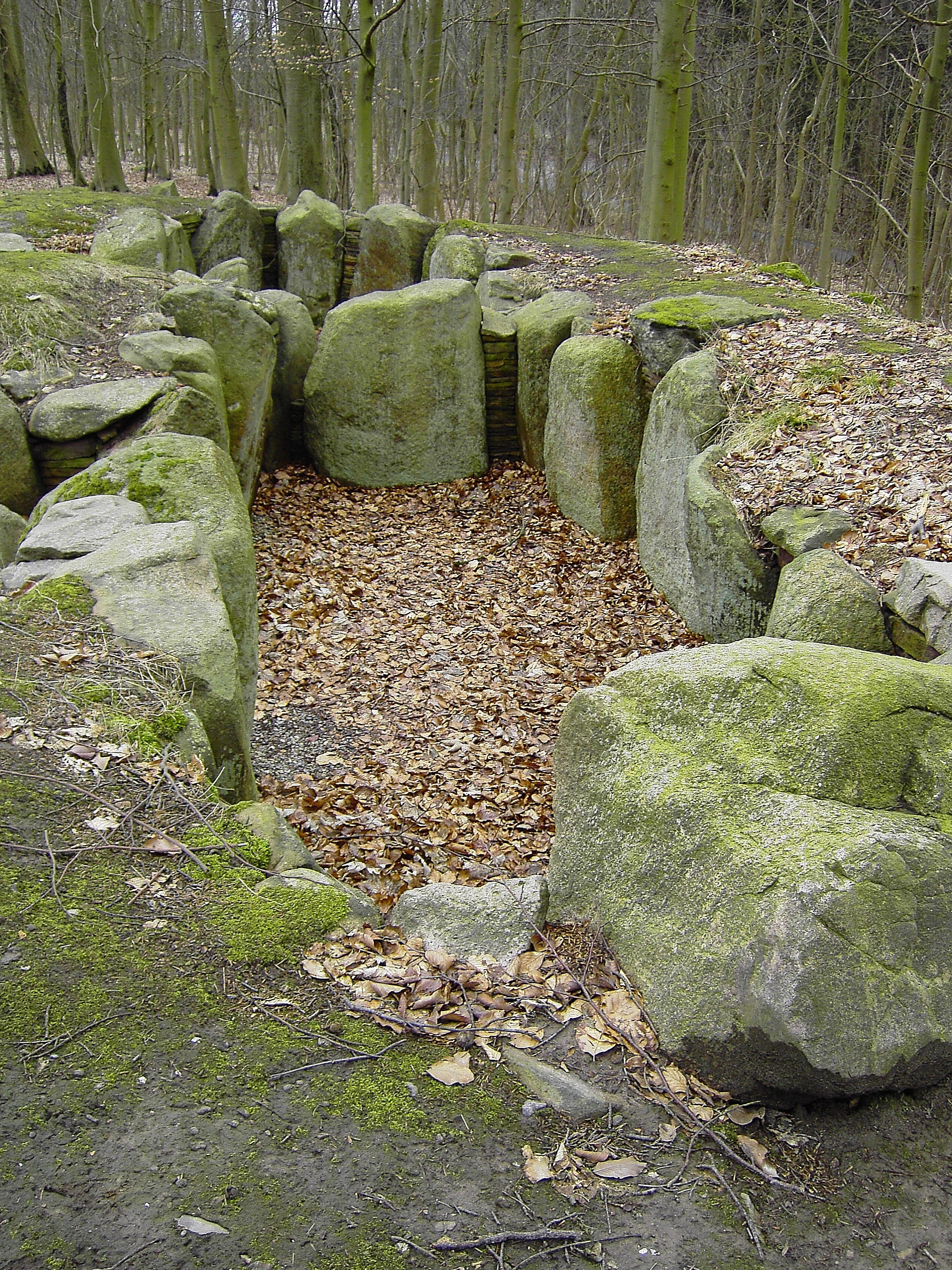
Tvedeskov – beide Kammern
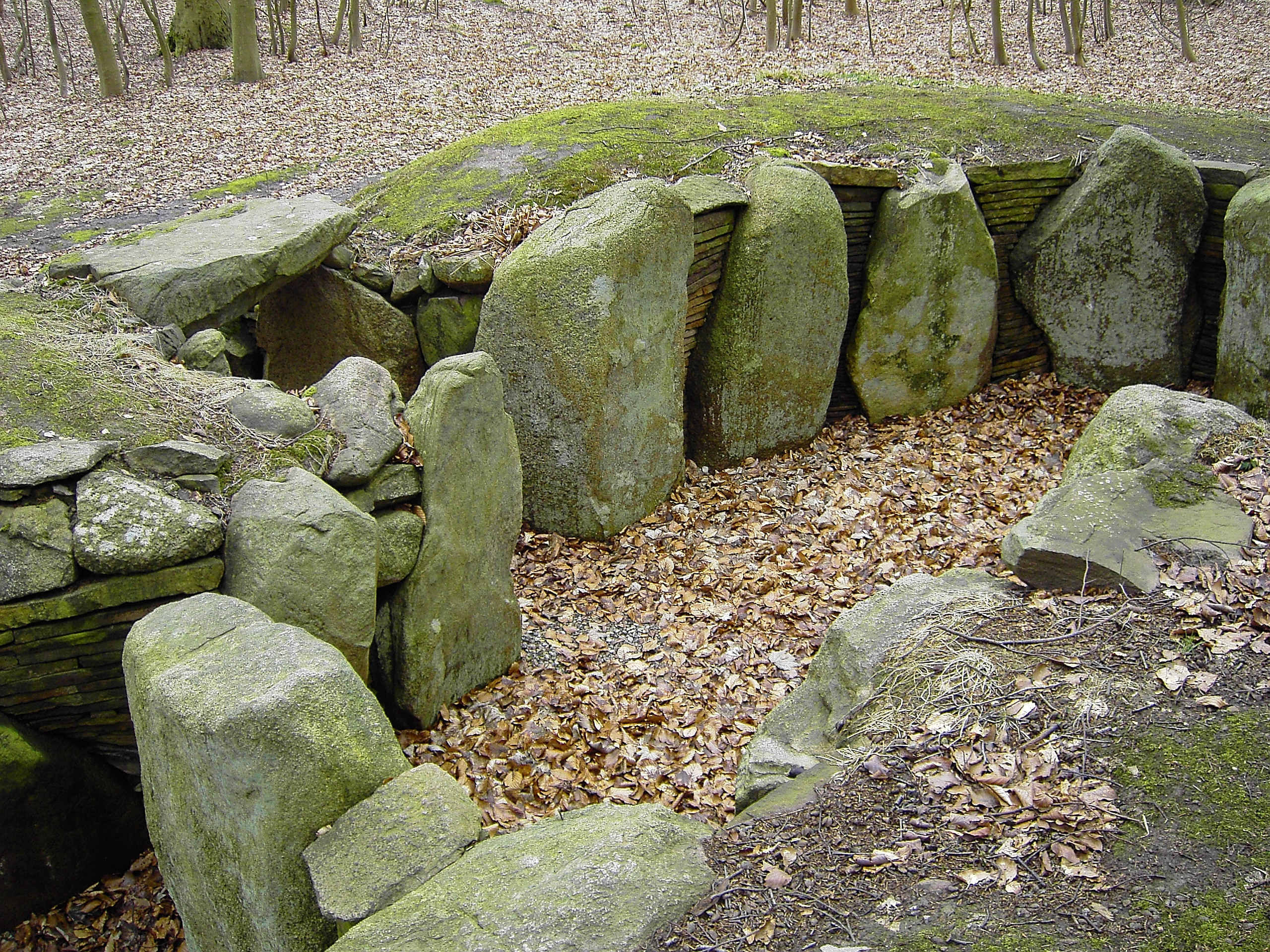
Tvedeskov – Kammer mit Gangmündung
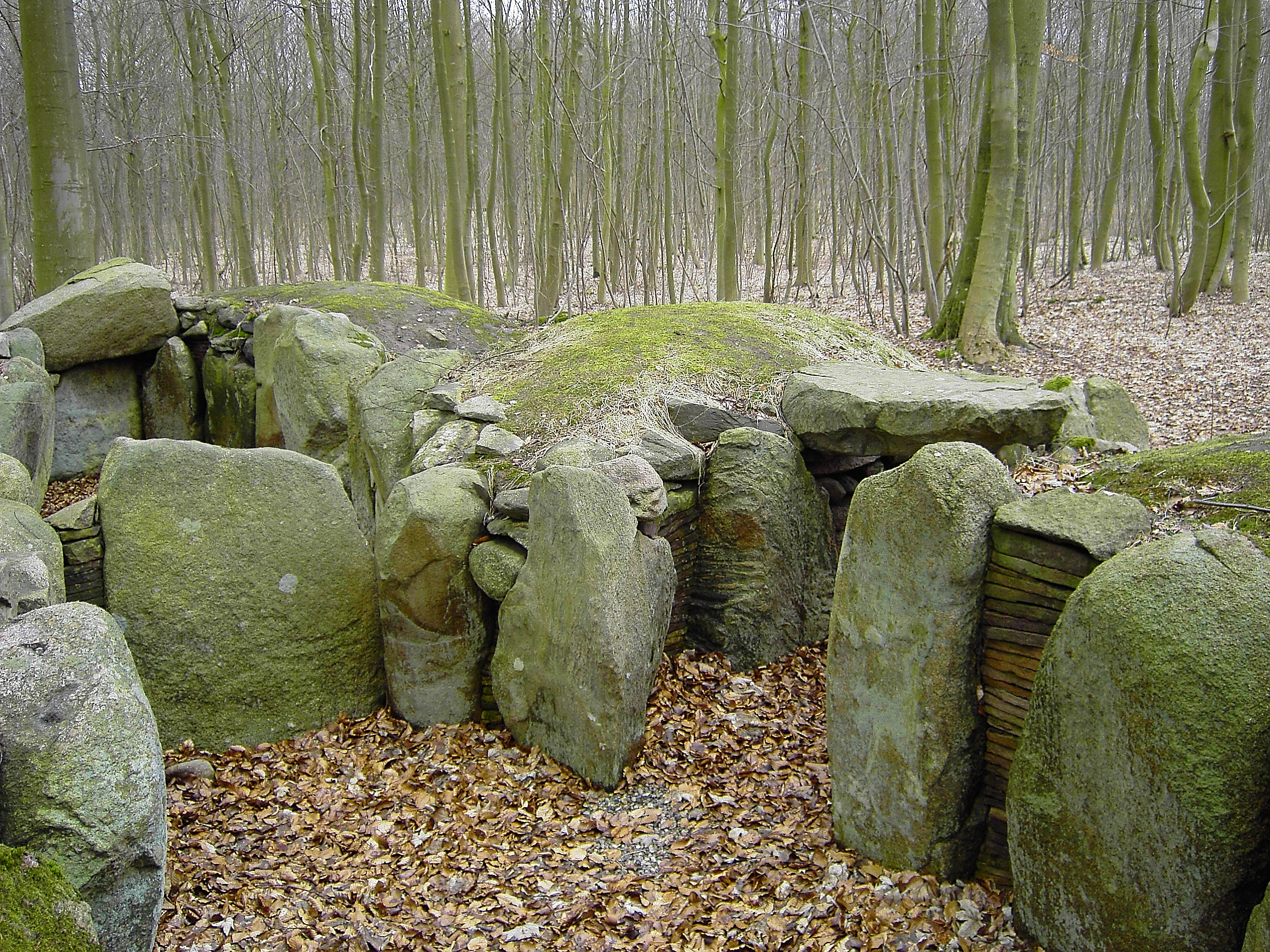
Tvedeskov – Kammern und eine Gangmündung
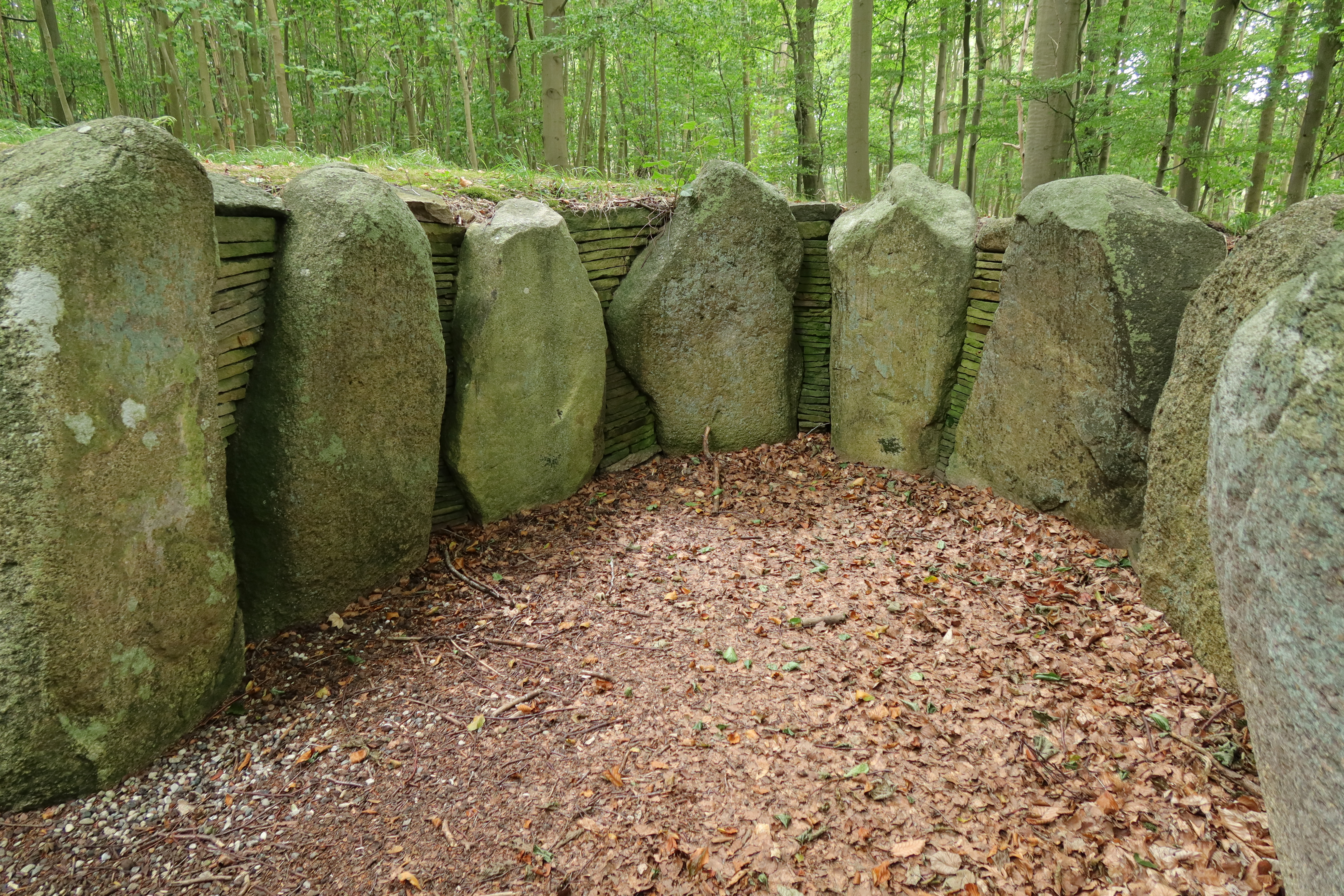
Tragsteinlücken mit Steinplatten ausgefüllt.

Das Ganggrab wurde bereits 1877 im Auftrag des Lehnsgrafen Ahlefeldt-Laurvig aus Tranekaer, von H. Petersen ausgegraben. 1978 wurde die Opferplatzschicht vor dem Ganggrab vom Langeland Museum untersucht. Im Grab fand man zerscherbte Keramik, Äxte und Meißel aus Feuerstein sowie Bernsteinperlen. Alle Funde stammen aus der Trichterbecherkultur. Außerdem wurden einige Gegenstände aus der Endperiode der Jungsteinzeit, der Dolchzeit gefunden. Die Artefakte befinden sich im Langelands Museum in Rudkøbing.
Der Wald ist der einzige in Dänemark in dem noch Siebenschläfer (dän. Syvsover) vorkommen.